# Дания (фонетическая транскрипция)

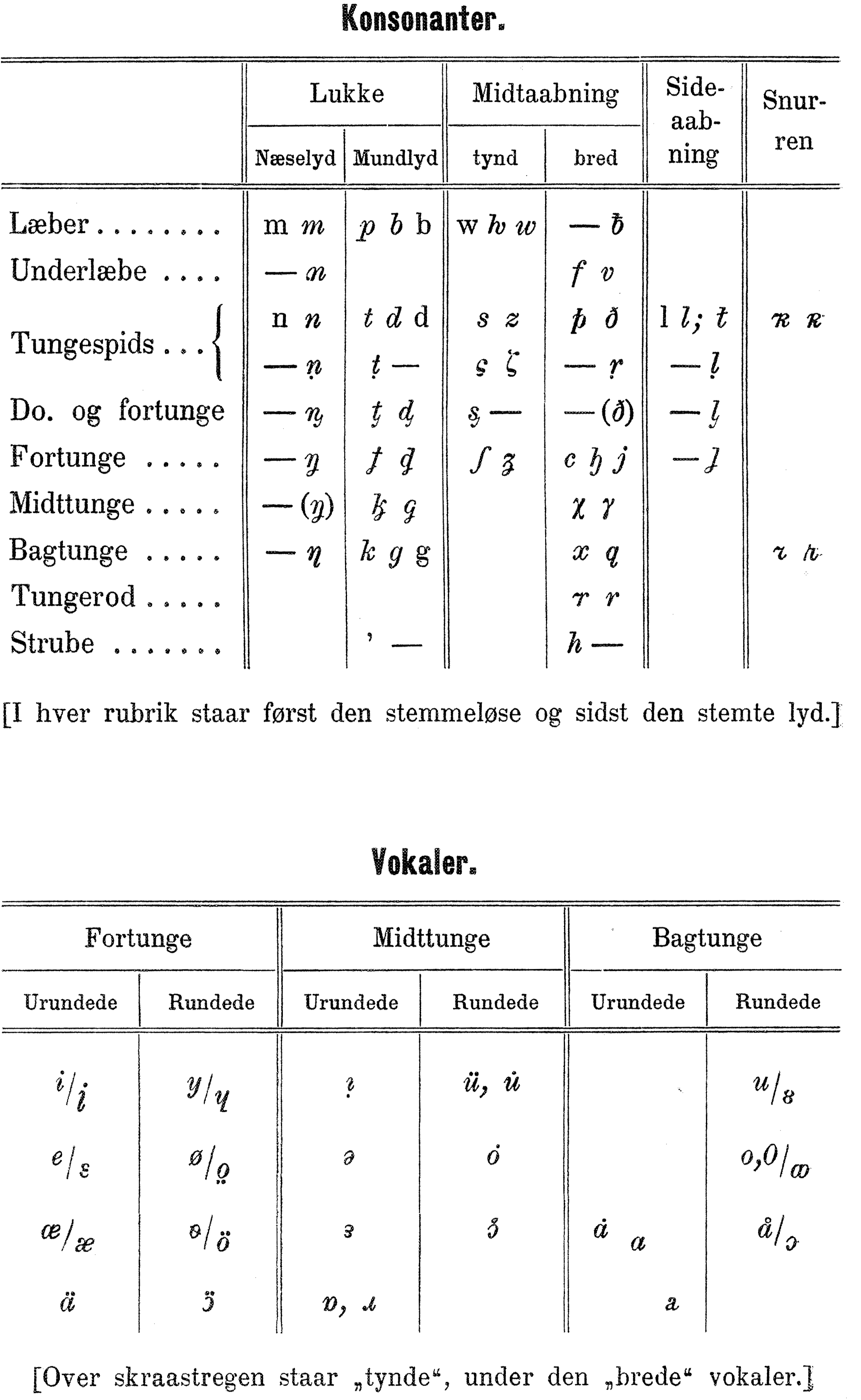
Таблицы согласных и гласных (Danias lydskrift, Есперсен, 1890)

Дания (Dania, с лат. — «Дания»; дат. Danias lydskrift) — фонетический алфавит, разработанный датским лингвистом Отто Есперсеном для фонетической транскрипции датского языка.
Транскрипция основана на латинице со многими модификациями и буквами с диакритическими знаками, также присутствуют некоторые заимствования из греческого письма. Большинство символов системы — строчные буквы в курсивном начертании, хотя для оглушённых согласных используется прямой шрифт.
Алфавит впервые был опубликован в 1890 году в журнале «Dania: tidsskrift for dansk sprog og litteratur samt folkeminder»; в 1924 году языковедом Мариусом Кристенсеном были предложены изменения. Дания используется в Большой датской энциклопедии; модифицированный вариант употребляется в словаре Den Danske Ordbog («Датский словарь»), вариант Кристенсена — в серии Danmarks Stednavne («Топонимы Дании»).
Аналогичная система для норвежского языка — Норвегия, для шведского — Landsmålsalfabetet.

## Юникод
Некоторые символы транскрипции присутствуют в Юникоде начиная с его первой версии, так как входят в МФА или другие алфавиты. В 2008 году Майклом Эверсоном была подана заявка на включение 16 дополнительных букв для этого алфавита и алфавита Норвегия, а также символов ряда других фонетических транскрипций, не содержавшая, однако, доказательств их употребления. Эверсон предусматривал отдельную кодировку символов в «обратном курсиве» в стандарте, которые бы отображались в прямом начертании при установке курсивного шрифта. Кодовый диапазон 1E000—1E0FF, который Эверсон предложил выделить в качестве блока под названием «Фонетические расширения — A» (англ. Phonetic Extensions‑A), впоследствии, в версии Unicode 9.0, был частично задействован для блока «Дополнение к глаголице» (англ. Glagolitic Supplement; диапазон 1E000—1E02F). По состоянию на момент выхода версии Юникод 12.1 большинство предложенных Эверсоном символов остаются непредставленными в стандарте, хотя определённые графемы, в основном используемые в алфавите Teuthonista, закодированы по результатам других заявок (частично под кодовыми позициями, отличными от предусмотренных у Эверсона).

Глифы шрифта Dialekt Uni в Области для частного использования Юникода (не все символы отсутствуют в стандарте)

По причине отсутствия символов в стандарте кодировки существуют шрифты, предназначенные для компьютерного набора текста в транскрипции Дания и отображающие недостающие символы в Области для частного использования — например, Dialekt Uni.